# Biblioredes
Biblioredes es un programa del Servicio Nacional del Patrimonio Cultural de Chile, inaugurado en noviembre de 2002 por el entonces presidente, Ricardo Lagos Escobar. A través de este servicio más de 400 bibliotecas públicas y 17 Laboratorios Regionales de capacitación, integran una red de acceso comunitario gratuito a Internet. Forma parte de la Agenda Digital del Gobierno de Chile y en su financiamiento han contribuido el Estado y las municipalidades de Chile, las cuales son las entidades que administran las bibliotecas públicas donde se encuentran muchas de las sedes comunales del programa; así como parte de la alianza público-privada, la Fundación Bill y Melinda Gates.
Su oferta de servicios básicos está formada por: acceso público a computadores conectados a Internet; capacitación comunitaria en computación, con énfasis en la alfabetización digital; y promoción de la generación de contenido local chileno en formato de páginas web, que son publicadas por los usuarios de las bibliotecas a través del portal contenidoslocales.cl. De esta manera, el programa ha contribuido a disminuir la brecha digital a lo largo del país. 
Hasta diciembre de 2009, más de 1 000 000 de personas habían accedido a Internet a través de BiblioRedes, habiendo realizado casi 8,5 millones de sesiones de acceso. Al mismo tiempo, 290 000 personas habían recibido capacitación básica en computación en las bibliotecas públicas, y casi 4000 páginas web con contenidos locales habían sido publicadas.
En mayo del año 2006 fue galardonado con el premio Stockholm Challenge, en la categoría cultura.